# 唐振瑜
唐振瑜（TANG Chen-Yu 是台灣電影導演和製片。曾在中影公司、第一影業、大大影業、鴻泰電影、開元電影擔任過副導、導演、製片，擅長紀錄片拍攝，運用細緻且流暢的鏡頭語言和以寫實呈現的故事手法，細細帶出豐富的人文情懷，作品中含豐沛的文學素養及對大自然的關懷，將故事內的情懷與周遭環境融為一體。作品中常表現出人與人情感之間涓流細長的愛。

## 作品

### 電影作品
- 2009 星月無盡
- 2012 落番
- 2013 戰酒

### 其他作品
- 2009 貳零影展開幕片  Opening Film of the Fifth Film Festival of “Twenty”
- 2009 台灣影像部落格專題影片 Taiwan Imagesblog Feature Film
- 2009 駐外使館典藏影片  Classic Film of Embassies of Taiwan R.O.C.
- 2009 紀錄片《台灣產業聚落風雲》Taiwan's Industry Clusters
- 2010 紀錄報導《文化金門全記錄‧貳》Complete Record of Kinmen Culture II

## 獎項

### 星月無盡
- 貳零影展開幕片
- 台灣影像部落格專題影片
- 我駐外使館典藏影片  R.O.C.

### 落番
- 入圍2011第十三屆台北電影獎最佳紀錄片
- 榮獲2011新加坡「台灣電影100年回顧展」開幕片
- 2011落番主題曲入選大陸年度排行十大金曲
- 落番原聲配樂專輯入圍2012第23屆金曲獎傳統藝術類 最佳製作人
- 榮獲2012 華語金曲獎年度最佳原聲配樂、最佳封套設計
- 入圍2012 華語金曲獎最佳閩南語歌曲、最佳閩南語專輯、最佳編曲人、最佳專輯企劃
- 榮獲2012 第三屆金音獎評審團大獎
- 榮獲2012第34屆金穗獎優等紀錄片
- 榮獲2012第45屆美國休士頓國際影展文化類最佳紀錄片白金獎
- 榮獲2012第四屆國家出版獎佳作
- 榮獲2012內政部公務員之優良教學資料影片
- 榮獲2012金門學國際學術研討會主題
- 入圍2012第47屆金鐘獎最佳攝影
- 榮獲2012第47屆金鐘獎非戲劇類節目導播獎（紀錄片最佳導演）

### 戰酒
- 2013法國坎城影展發表
- 2013韓國釜山影展放映宣傳
- 獲邀2013兩岸文化博覽會參展
- 獲邀2014大阪亞洲電影節參展紀錄片
- 獲邀2014第36屆金穗獎神秘嘉賓場放映
- 榮獲2014第47屆休士頓影展最佳紀錄片金牌獎
- 入圍2014第49屆金鐘獎最佳音效
- 2014年9月廈門大學戰酒論文發表

### 其他作品
- 2009年紀錄片《台灣產業聚落風雲》

榮獲2009第42屆美國休士頓國際影展「行銷類最佳紀錄片白金獎」
- 2009年紀錄片《金門匠師之美》

第一屆國家出版獎入選獎
- 2010年紀錄片《文化金門全記錄貳》

第二屆國家出版獎佳作

## 外部連結
- 唐振瑜在豆瓣上的资料（简体中文）
- 唐振瑜在时光网上的簡介（简体中文）
- 唐振瑜的Facebook專頁